# إيدين كرنيتش
إدين كرنيتش (ولد في 7 يناير 1968 في توزي، جمهورية الجبل الأسود الاشتراكية، آنذاك جزء من يوغوسلافيا) هو كاتب رحلات ومنتج تلفزيوني من الجبل الأسود. يشتهر بكونه مؤلف ومقدم السلسلة الوثائقية حول العالم مع إدين كرنيتش التي تُعرض على التلفزيون الوطني RTCG منذ عام 2022.

## السيرة الذاتية
منذ طفولته، أبدى اهتمامًا بالثقافات والشعوب المختلفة. بدأ السفر عام 2004، ومنذ 2015 بدأ في توثيق رحلاته عبر الفيديو والتصوير، مما تطور لاحقًا إلى سلسلة تلفزيونية تعرض الحياة اليومية والتقاليد في مجتمعات نائية وأصلية حول العالم.

## الرحلات
زار كرنيتش حتى الآن 153 دولة معترف بها دوليًا و19 إقليمًا. شملت رحلاته جميع القارات، وغالبًا ما تضمنت مناطق نائية وشعوبًا قليلة التواصل مع العالم المعاصر. يُعرف بتوثيقه للتقاليد النادرة، وتواصله المباشر مع السكان المحليين.

## الجوائز والتكريمات
- جائزة بلدية توزي (2019) لجهوده في الترويج للجبل الأسود في الخارج
- المواطنة الفخرية لدولة فلسطين (2019) لعرضه الحياة اليومية الفلسطينية في أعماله الوثائقية

## روابط خارجية
- الموقع الرسمي
- قناة يوتيوب
- إعلان السلسلة في RTCG
- مقال: كرنيتش يحصل على الجنسية الفلسطينية الفخرية
- إعلان رسمي من بلدية توزي